# なにわ男子
なにわ男子（なにわだんし）は、日本の7人組男性アイドルグループ。所属事務所はSTARTO ENTERTAINMENT。所属レコード会社はストームレーベルズ。中国語表記は「浪花男子」。2021年11月12日にシングル『初心LOVE』でCDデビュー。ファンの総称は「なにふぁむ」。

## メンバー
プロフィール出典
| 名前                                    | 生年月日              | 出身地 | 血液型 | メンバーカラー | 入所日         | 備考       |
| --------------------------------------- | --------------------- | ------ | ------ | -------------- | -------------- | ---------- |
| 西畑 大吾 （にしはた だいご）           | 1997年1月9日（28歳）  | 大阪府 | AB型   | 赤             | 2011年4月3日   |            |
| 大西 流星 （おおにし りゅうせい）       | 2001年8月7日（23歳）  | 兵庫県 | O型    | オレンジ       | 2012年7月14日  |            |
| 道枝 駿佑 （みちえだ しゅんすけ）       | 2002年7月25日（23歳） | 大阪府 | O型    | ピンク         | 2014年11月23日 |            |
| 高橋 恭平 （たかはし きょうへい）       | 2000年2月28日（25歳） | 大阪府 | B型    | 紫             | 2014年11月23日 |            |
| 長尾 謙杜 （ながお けんと）             | 2002年8月15日（22歳） | 大阪府 | B型    | 黄             | 2014年11月23日 |            |
| 藤原 丈一郎 （ふじわら じょういちろう） | 1996年2月8日（29歳）  | 大阪府 | B型    | 青             | 2004年2月21日  | 副リーダー |
| 大橋 和也 （おおはし かずや）           | 1997年8月9日（27歳）  | 福岡県 | B型    | 緑             | 2009年4月3日   | リーダー   |

## 来歴
2018年9月初め、マネージャーから一斉送信されたメールでメンバーに結成の事実が知らされ、10月6日発売のアイドル雑誌にて一般に発表される。同月24日の関西ジャニーズJr.公演『Fall in LOVE〜秋に関ジュに恋しちゃいなよ〜』の初日公演で初お披露目された。関西ジャニーズJr.でユニットが結成されるのは4年ぶり。メンバーカラーは、西畑は赤、道枝はピンクと事務所のスタッフに指定され、それ以外のメンバーはじゃんけんで決めた。
2019年、個人のみならずグループとしても結成1年足らずで次々とテレビ番組やラジオのレギュラー出演が決まり、注目度が高まる。舞台でも座長公演が行われた他、エキスポシティの大観覧車「レッドホース オオサカホイール」のアンバサダーにも就任。また、『24時間テレビ42』の読売テレビスペシャルサポーターにも就任し、あべのハルカスでのイベントが決まっていたが、想像を上回る来場者数を記録したため出演は中止となり、読売テレビの社長・大橋善光が「読みも甘かった」「アイドルの力はすごい。想定の上を行った」と謝罪する事態となった。
2021年7月28日、なにわの日に開催された、グループの全国アリーナツアー『なにわ男子 First Arena Tour 2021 #なにわ男子しか勝たん』の横浜アリーナの昼の部の公演にて、同年11月12日にジェイ・ストームよりCDデビューすることが発表された。ジャニーズ事務所所属のグループのCDデビューは2020年1月に同時デビューしたSnow ManとSixTONES以来1年10か月ぶりで、関西ジャニーズJr.からは2014年4月のジャニーズWEST以来7年7か月ぶりとなる。また、CDデビューに合わせ、同年8月27日にファンクラブが発足され、10月19日には公式YouTubeチャンネルが開設された。
2021年11月12日、デビューシングル『初心LOVE』を発売。同日には万博記念公園で民放各局の朝の情報番組に生出演し、チャーター機で大阪から東京へ移動。羽田空港の飛行場内にあるJAL格納庫で報道陣向けにCDデビューイベントを開催した。夜10時半からは公式YouTube Channelにて「なにわ男子1112〜デビューメモリーズ〜」が生配信され、以前から告知されていた公式Instagramも開設された。ファンに向けた発売記念イベント『なにふぁむ大集合！〜なにわと何する生Xmas 2021〜』は同年12月25日に実施され、Johnny's net onlineにて生配信が行われた。
2022年12月1日に公式Twitterを開設。12月31日には『第73回NHK紅白歌合戦』に初出場し、「初心LOVE」を披露。パフォーマンス中に視聴者によるTwitterの「いいね」や「リツイート」、データ放送の「決定ボタン」の総数に合わせて特殊演出がグレードアップする企画を実施したところ、開始直後に目標数字の7万2800を突破し、最終数値は106万を超えた。
2023年7月28日にはWeibo（微博）公式アカウントを開設した。12月31日から2024年1月1日にかけてはファンクラブ会員限定で「なにわ男子と年跨ぎ 2023→2024 〜POPな男子が届ける超Specialな内容がこみこMissingDayになるようにI Wishする系生配信〜」が生配信された。
2024年4月29日、「DREAM IsLAND」プロジェクトの一環としてSUPER EIGHTとWEST.と結成された関西発のエンタメユニット「KAMIGATA BOYZ」に参加。
同年8月14日0時より、最新アルバム『+Alpha』およびこれまでにリリースした全6作のシングル曲のデジタル配信・サブスクリプションが解禁される。11月24日には初のデジタルシングル「ありがとう心から/勇気100%」を発売。これに合わせて過去のアルバム2作、その後全シングルとそのカップリング曲の配信もスタートした。11月30日から翌年1月にかけて初のアジアツアー「Naniwa Danshi ASIA TOUR 2024+2025 '+Alpha'」が台北・ソウル・香港の3都市で開催された。
2025年1月15日、中国の動画共有プラットフォーム・bilibiliに公式チャンネルを開設。

## 受賞歴
2021年
- ananAWARD 2021 ホープ部門 受賞

2022年
- 令和3年度咲くやこの花賞音楽部門（アイドルグループ）受賞
- 第36回日本ゴールドディスク大賞 ベスト5ニュー・アーティスト（邦楽）
- Yahoo!検索大賞2022 ミュージシャン部門
- LINE NEWS AWARDS 2022 エンタメ部門 話題の人賞 アイドル部門

2025年
- オリコン上半期ランキング2025「作品別売上数部門」Blu-ray Discランキング1位：『なにわ男子 LIVE TOUR 2024'+Alpha'』

## 作品
順位はオリコン週間ランキングでの最高位を示す。
GD認定は日本レコード協会からのゴールドディスク認定を示し、日本レコード協会公式サイトの「ゴールドディスク認定検索」で、アーティスト名に「なにわ男子」を含む作品の検索結果をもとに記述。

### シングル
| ＃  | 発売日         | タイトル                       | 販売形態  | 販売形態                                              | 規格品番       | 順位 | 初動推移 | GD認定             | 収録アルバム   |
| --- | -------------- | ------------------------------ | --------- | ----------------------------------------------------- | -------------- | ---- | -------- | ------------------ | -------------- |
| 1st | 2021年11月12日 | 初心LOVE                       | CD+DVD    | 初回限定盤1                                           | JACA-5933/4    | 1位  | 70.6万枚 | トリプル・プラチナ | 1st Love       |
| 1st | 2021年11月12日 | 初心LOVE                       | CD+BD     | 初回限定盤1                                           | JACA-5935/6    | 1位  | 70.6万枚 | トリプル・プラチナ | 1st Love       |
| 1st | 2021年11月12日 | 初心LOVE                       | CD+DVD    | 初回限定盤2                                           | JACA-5937/8    | 1位  | 70.6万枚 | トリプル・プラチナ | 1st Love       |
| 1st | 2021年11月12日 | 初心LOVE                       | CD+BD     | 初回限定盤2                                           | JACA-5939/40   | 1位  | 70.6万枚 | トリプル・プラチナ | 1st Love       |
| 1st | 2021年11月12日 | 初心LOVE                       | CD        | 通常盤                                                | JACA-5941      | 1位  | 70.6万枚 | トリプル・プラチナ | 1st Love       |
| 1st | 2021年11月12日 | 初心LOVE                       | CD+グッズ | Johnnys' ISLAND STORE online限定盤                    | JSNC-050/1     | 1位  | 70.6万枚 | トリプル・プラチナ | 1st Love       |
| 1st | 2021年11月12日 | 初心LOVE                       | CD+DVD    | ローソンLoppi・HMV限定盤                              | JSNC-052       | 1位  | 70.6万枚 | トリプル・プラチナ | 1st Love       |
| 2nd | 2022年4月27日  | The Answer/サチアレ            | CD+DVD    | 初回限定盤1                                           | JACA-5960/1    | 1位  | 53.5万枚 | ダブル・プラチナ   | 1st Love       |
| 2nd | 2022年4月27日  | The Answer/サチアレ            | CD+BD     | 初回限定盤1                                           | JACA-5962/3    | 1位  | 53.5万枚 | ダブル・プラチナ   | 1st Love       |
| 2nd | 2022年4月27日  | The Answer/サチアレ            | CD+DVD    | 初回限定盤2                                           | JACA-5964/5    | 1位  | 53.5万枚 | ダブル・プラチナ   | 1st Love       |
| 2nd | 2022年4月27日  | The Answer/サチアレ            | CD+BD     | 初回限定盤2                                           | JACA-5966/7    | 1位  | 53.5万枚 | ダブル・プラチナ   | 1st Love       |
| 2nd | 2022年4月27日  | The Answer/サチアレ            | CD        | 通常盤                                                | JACA-5968      | 1位  | 53.5万枚 | ダブル・プラチナ   | 1st Love       |
| 3rd | 2022年11月16日 | ハッピーサプライズ             | CD+DVD    | 初回限定盤1                                           | JACA-6022/3    | 1位  | 51.6万枚 | ダブル・プラチナ   | POPMALL        |
| 3rd | 2022年11月16日 | ハッピーサプライズ             | CD+BD     | 初回限定盤1                                           | JACA-6024/5    | 1位  | 51.6万枚 | ダブル・プラチナ   | POPMALL        |
| 3rd | 2022年11月16日 | ハッピーサプライズ             | CD+DVD    | 初回限定盤2                                           | JACA-6026/7    | 1位  | 51.6万枚 | ダブル・プラチナ   | POPMALL        |
| 3rd | 2022年11月16日 | ハッピーサプライズ             | CD+BD     | 初回限定盤2                                           | JACA-6028/9    | 1位  | 51.6万枚 | ダブル・プラチナ   | POPMALL        |
| 3rd | 2022年11月16日 | ハッピーサプライズ             | CD        | 通常盤                                                | JACA-6030      | 1位  | 51.6万枚 | ダブル・プラチナ   | POPMALL        |
| 4th | 2023年3月8日   | Special Kiss                   | CD+DVD    | 初回限定盤1                                           | JACA-6040/1    | 1位  | 51.6万枚 | ダブル・プラチナ   | POPMALL        |
| 4th | 2023年3月8日   | Special Kiss                   | CD+BD     | 初回限定盤1                                           | JACA-6042/3    | 1位  | 51.6万枚 | ダブル・プラチナ   | POPMALL        |
| 4th | 2023年3月8日   | Special Kiss                   | CD+DVD    | 初回限定盤2                                           | JACA-6044/5    | 1位  | 51.6万枚 | ダブル・プラチナ   | POPMALL        |
| 4th | 2023年3月8日   | Special Kiss                   | CD+BD     | 初回限定盤2                                           | JACA-6046/7    | 1位  | 51.6万枚 | ダブル・プラチナ   | POPMALL        |
| 4th | 2023年3月8日   | Special Kiss                   | CD        | 通常盤                                                | JACA-6048      | 1位  | 51.6万枚 | ダブル・プラチナ   | POPMALL        |
| 5th | 2023年9月13日  | Make Up Day/Missing            | CD+DVD    | 初回限定盤1                                           | JACA-6078/9    | 1位  | 39.4万枚 | プラチナ           | +Alpha         |
| 5th | 2023年9月13日  | Make Up Day/Missing            | CD+BD     | 初回限定盤1                                           | JACA-6076/7    | 1位  | 39.4万枚 | プラチナ           | +Alpha         |
| 5th | 2023年9月13日  | Make Up Day/Missing            | CD+DVD    | 初回限定盤2                                           | JACA-6082/3    | 1位  | 39.4万枚 | プラチナ           | +Alpha         |
| 5th | 2023年9月13日  | Make Up Day/Missing            | CD+BD     | 初回限定盤2                                           | JACA-6080/1    | 1位  | 39.4万枚 | プラチナ           | +Alpha         |
| 5th | 2023年9月13日  | Make Up Day/Missing            | CD        | 通常盤                                                | JACA-6084      | 1位  | 39.4万枚 | プラチナ           | +Alpha         |
| 6th | 2023年11月15日 | I Wish                         | CD+BD     | 初回限定盤1                                           | JACA-6099/6100 | 1位  | 37.0万枚 | プラチナ           | +Alpha         |
| 6th | 2023年11月15日 | I Wish                         | CD+DVD    | 初回限定盤1                                           | JACA-6101/2    | 1位  | 37.0万枚 | プラチナ           | +Alpha         |
| 6th | 2023年11月15日 | I Wish                         | CD+BD     | 初回限定盤2                                           | JACA-6103/4    | 1位  | 37.0万枚 | プラチナ           | +Alpha         |
| 6th | 2023年11月15日 | I Wish                         | CD+DVD    | 初回限定盤2                                           | JACA-6105/6    | 1位  | 37.0万枚 | プラチナ           | +Alpha         |
| 6th | 2023年11月15日 | I Wish                         | CD        | 通常盤                                                | JACA-6107      | 1位  | 37.0万枚 | プラチナ           | +Alpha         |
| 7th | 2024年8月28日  | コイスルヒカリ                 | CD+BD     | 初回限定盤1                                           | LCCA-6145/6    | 1位  | 40.0万枚 | プラチナ           | BON BON VOYAGE |
| 7th | 2024年8月28日  | コイスルヒカリ                 | CD+DVD    | 初回限定盤1                                           | LCCA-6147/8    | 1位  | 40.0万枚 | プラチナ           | BON BON VOYAGE |
| 7th | 2024年8月28日  | コイスルヒカリ                 | CD+BD     | 初回限定盤2                                           | LCCA-6149/50   | 1位  | 40.0万枚 | プラチナ           | BON BON VOYAGE |
| 7th | 2024年8月28日  | コイスルヒカリ                 | CD+DVD    | 初回限定盤2                                           | LCCA-6151/2    | 1位  | 40.0万枚 | プラチナ           | BON BON VOYAGE |
| 7th | 2024年8月28日  | コイスルヒカリ                 | CD        | 通常盤                                                | LCCA-6153      | 1位  | 40.0万枚 | プラチナ           | BON BON VOYAGE |
| 8th | 2025年2月26日  | Doki it                        | CD+BD     | 初回限定盤1                                           | LCCA-6174/5    | 1位  | 32.5万枚 | プラチナ           | BON BON VOYAGE |
| 8th | 2025年2月26日  | Doki it                        | CD+DVD    | 初回限定盤1                                           | LCCA-6176/7    | 1位  | 32.5万枚 | プラチナ           | BON BON VOYAGE |
| 8th | 2025年2月26日  | Doki it                        | CD+BD     | 初回限定盤2                                           | LCCA-6178/9    | 1位  | 32.5万枚 | プラチナ           | BON BON VOYAGE |
| 8th | 2025年2月26日  | Doki it                        | CD+DVD    | 初回限定盤2                                           | LCCA-6180/1    | 1位  | 32.5万枚 | プラチナ           | BON BON VOYAGE |
| 8th | 2025年2月26日  | Doki it                        | CD        | 通常盤                                                | LCCA-6182      | 1位  | 32.5万枚 | プラチナ           | BON BON VOYAGE |
| 9th | 2025年9月3日   | アシンメトリー/Black Nightmare | CD+BD     | 初回限定【アシメ】盤                                  | LCCA-6215/6    | TBA  | TBA      | TBA                |                |
| 9th | 2025年9月3日   | アシンメトリー/Black Nightmare | CD+DVD    | 初回限定【アシメ】盤                                  | LCCA-6217/8    | TBA  | TBA      | TBA                |                |
| 9th | 2025年9月3日   | アシンメトリー/Black Nightmare | CD+BD     | 初回限定【ブラメ】盤                                  | LCCA-6219/20   | TBA  | TBA      | TBA                |                |
| 9th | 2025年9月3日   | アシンメトリー/Black Nightmare | CD+DVD    | 初回限定【ブラメ】盤                                  | LCCA-6221/2    | TBA  | TBA      | TBA                |                |
| 9th | 2025年9月3日   | アシンメトリー/Black Nightmare | CD        | 通常盤                                                | LCCA-6223      | TBA  | TBA      | TBA                |                |
| 9th | 2025年9月3日   | アシンメトリー/Black Nightmare | CD+グッズ | ファミクラストア オンライン限定【なにわんダークん】盤 | LCNC-0087      | TBA  | TBA      | TBA                |                |

#### デジタルシングル
Storm Labels公式サイトディスコグラフィ「DIGITAL」に準拠。順位は週間オリコンランキングのデジタルシングル（単曲）ランキングでの最高順位を示す。 
|     | 配信日         | タイトル                  | 販売形態               | 規格品番  | 順位    | 収録アルバム   |
| --- | -------------- | ------------------------- | ---------------------- | --------- | ------- | -------------- |
| 1st | 2024年11月22日 | ありがとう心から/勇気100% | デジタル・ダウンロード | LCDA-0189 | 3位/2位 | BON BON VOYAGE |
| 2nd | 2025年6月1日   | ギラギラサマー            | デジタル・ダウンロード | LCDA-0284 | 4位     | BON BON VOYAGE |

### アルバム

#### オリジナル・アルバム
| ＃  | 発売日        | タイトル       | 販売形態 | 販売形態    | 規格品番       | 順位 | 初動推移 | GD認定             |
| --- | ------------- | -------------- | -------- | ----------- | -------------- | ---- | -------- | ------------------ |
| 1st | 2022年7月13日 | 1st Love       | 2CD+DVD  | 初回限定盤1 | JACA-5991/3    | 1位  | 71.2万枚 | トリプル・プラチナ |
| 1st | 2022年7月13日 | 1st Love       | 2CD+BD   | 初回限定盤1 | JACA-5994/6    | 1位  | 71.2万枚 | トリプル・プラチナ |
| 1st | 2022年7月13日 | 1st Love       | CD+DVD   | 初回限定盤2 | JACA-5997/8    | 1位  | 71.2万枚 | トリプル・プラチナ |
| 1st | 2022年7月13日 | 1st Love       | CD+BD    | 初回限定盤2 | JACA-5999/6000 | 1位  | 71.2万枚 | トリプル・プラチナ |
| 1st | 2022年7月13日 | 1st Love       | CD       | 通常盤      | JACA-6001      | 1位  | 71.2万枚 | トリプル・プラチナ |
| 2nd | 2023年7月12日 | POPMALL        | CD+DVD   | 初回限定盤1 | JACA-6069/70   | 1位  | 43.8万枚 | ダブル・プラチナ   |
| 2nd | 2023年7月12日 | POPMALL        | CD+BD    | 初回限定盤1 | JACA-6067/8    | 1位  | 43.8万枚 | ダブル・プラチナ   |
| 2nd | 2023年7月12日 | POPMALL        | CD+DVD   | 初回限定盤2 | JACA-6073/4    | 1位  | 43.8万枚 | ダブル・プラチナ   |
| 2nd | 2023年7月12日 | POPMALL        | CD+BD    | 初回限定盤2 | JACA-6071/2    | 1位  | 43.8万枚 | ダブル・プラチナ   |
| 2nd | 2023年7月12日 | POPMALL        | CD       | 通常盤      | JACA-6075      | 1位  | 43.8万枚 | ダブル・プラチナ   |
| 3rd | 2024年6月12日 | +Alpha         | CD+DVD   | 初回限定盤1 | LCCA-6129/30   | 1位  | 35.7万枚 | プラチナ           |
| 3rd | 2024年6月12日 | +Alpha         | CD+BD    | 初回限定盤1 | LCCA-6127/8    | 1位  | 35.7万枚 | プラチナ           |
| 3rd | 2024年6月12日 | +Alpha         | CD+DVD   | 初回限定盤2 | LCCA-6133/4    | 1位  | 35.7万枚 | プラチナ           |
| 3rd | 2024年6月12日 | +Alpha         | CD+BD    | 初回限定盤2 | LCCA-6131/2    | 1位  | 35.7万枚 | プラチナ           |
| 3rd | 2024年6月12日 | +Alpha         | CD       | 通常盤      | LCCA-6135      | 1位  | 35.7万枚 | プラチナ           |
| 4th | 2025年7月2日  | BON BON VOYAGE | CD+DVD   | 初回限定盤1 | LCCA-6208/9    | 1位  | 33.4万枚 | TBA                |
| 4th | 2025年7月2日  | BON BON VOYAGE | CD+BD    | 初回限定盤1 | LCCA-6206/7    | 1位  | 33.4万枚 | TBA                |
| 4th | 2025年7月2日  | BON BON VOYAGE | CD+DVD   | 初回限定盤2 | LCCA-6212/3    | 1位  | 33.4万枚 | TBA                |
| 4th | 2025年7月2日  | BON BON VOYAGE | CD+BD    | 初回限定盤2 | LCCA-6210/1    | 1位  | 33.4万枚 | TBA                |
| 4th | 2025年7月2日  | BON BON VOYAGE | CD       | 通常盤      | LCCA-6214      | 1位  | 33.4万枚 | TBA                |

### 映像作品
| ＃  | 発売日        | タイトル                                               | 販売形態 | 販売形態              | 規格品番      | 順位（DVD/BD）                   | 初動推移                                        | GD認定   |
| --- | ------------- | ------------------------------------------------------ | -------- | --------------------- | ------------- | -------------------------------- | ----------------------------------------------- | -------- |
| 1st | 2022年2月23日 | なにわ男子 First Arena Tour 2021 #なにわ男子しか勝たん | 2DVD     | 通常盤/初回プレス仕様 | JABA-5425/6   | 1位（DVD） 1位（BD） 1位（総合） | 9.3万枚（DVD） 15.8万枚（BD） 25.2万枚（総合）  | プラチナ |
| 1st | 2022年2月23日 | なにわ男子 First Arena Tour 2021 #なにわ男子しか勝たん | 2BD      | 通常盤/初回プレス仕様 | JAXA-5157/8   | 1位（DVD） 1位（BD） 1位（総合） | 9.3万枚（DVD） 15.8万枚（BD） 25.2万枚（総合）  | プラチナ |
| 1st | 2022年2月23日 | なにわ男子 First Arena Tour 2021 #なにわ男子しか勝たん | 2DVD     | 通常盤                | JABA-5427/8   | 1位（DVD） 1位（BD） 1位（総合） | 9.3万枚（DVD） 15.8万枚（BD） 25.2万枚（総合）  | プラチナ |
| 1st | 2022年2月23日 | なにわ男子 First Arena Tour 2021 #なにわ男子しか勝たん | 2BD      | 通常盤                | JAXA-5159/60  | 1位（DVD） 1位（BD） 1位（総合） | 9.3万枚（DVD） 15.8万枚（BD） 25.2万枚（総合）  | プラチナ |
| 2nd | 2023年4月26日 | なにわ男子 Debut Tour 2022 1st Love                    | 2DVD     | 初回限定盤            | JABA-5469/70  | 1位（DVD） 1位（BD） 1位（総合） | 10.9万枚（DVD） 19.3万枚（BD） 30.2万枚（総合） | プラチナ |
| 2nd | 2023年4月26日 | なにわ男子 Debut Tour 2022 1st Love                    | 2BD      | 初回限定盤            | JAXA-5197/8   | 1位（DVD） 1位（BD） 1位（総合） | 10.9万枚（DVD） 19.3万枚（BD） 30.2万枚（総合） | プラチナ |
| 2nd | 2023年4月26日 | なにわ男子 Debut Tour 2022 1st Love                    | 2DVD     | 通常盤                | JABA-5471/2   | 1位（DVD） 1位（BD） 1位（総合） | 10.9万枚（DVD） 19.3万枚（BD） 30.2万枚（総合） | プラチナ |
| 2nd | 2023年4月26日 | なにわ男子 Debut Tour 2022 1st Love                    | 2BD      | 通常盤                | JAXA-5199/200 | 1位（DVD） 1位（BD） 1位（総合） | 10.9万枚（DVD） 19.3万枚（BD） 30.2万枚（総合） | プラチナ |
| 3rd | 2024年2月14日 | なにわ男子 LIVE TOUR 2023 'POPMALL'                    | 3DVD     | 初回限定盤            | LCBA-5504/6   | 1位（DVD） 1位（BD） 1位（総合） | 8.3万枚（DVD） 14.8万枚（BD） 23.1万枚（総合）  | プラチナ |
| 3rd | 2024年2月14日 | なにわ男子 LIVE TOUR 2023 'POPMALL'                    | 3BD      | 初回限定盤            | LCXA-5227/9   | 1位（DVD） 1位（BD） 1位（総合） | 8.3万枚（DVD） 14.8万枚（BD） 23.1万枚（総合）  | プラチナ |
| 3rd | 2024年2月14日 | なにわ男子 LIVE TOUR 2023 'POPMALL'                    | 2DVD     | 通常盤                | LCBA-5507/8   | 1位（DVD） 1位（BD） 1位（総合） | 8.3万枚（DVD） 14.8万枚（BD） 23.1万枚（総合）  | プラチナ |
| 3rd | 2024年2月14日 | なにわ男子 LIVE TOUR 2023 'POPMALL'                    | 2BD      | 通常盤                | LCXA-5230/1   | 1位（DVD） 1位（BD） 1位（総合） | 8.3万枚（DVD） 14.8万枚（BD） 23.1万枚（総合）  | プラチナ |
| 4th | 2025年4月23日 | なにわ男子 LIVE TOUR 2024 '+Alpha'                     | 3DVD     | 初回限定盤            | LCBA-5533/5   | 1位（DVD） 1位（BD） 1位（総合） | 6.0万枚（DVD） 12.7万枚（BD） 18.7万枚（総合）  | ゴールド |
| 4th | 2025年4月23日 | なにわ男子 LIVE TOUR 2024 '+Alpha'                     | 3BD      | 初回限定盤            | LCXA-5253/5   | 1位（DVD） 1位（BD） 1位（総合） | 6.0万枚（DVD） 12.7万枚（BD） 18.7万枚（総合）  | ゴールド |
| 4th | 2025年4月23日 | なにわ男子 LIVE TOUR 2024 '+Alpha'                     | 2DVD     | 初回限定【アジア】盤  | LCBA-5536/7   | 1位（DVD） 1位（BD） 1位（総合） | 6.0万枚（DVD） 12.7万枚（BD） 18.7万枚（総合）  | ゴールド |
| 4th | 2025年4月23日 | なにわ男子 LIVE TOUR 2024 '+Alpha'                     | 2BD      | 初回限定【アジア】盤  | LCXA-5256/7   | 1位（DVD） 1位（BD） 1位（総合） | 6.0万枚（DVD） 12.7万枚（BD） 18.7万枚（総合）  | ゴールド |
| 4th | 2025年4月23日 | なにわ男子 LIVE TOUR 2024 '+Alpha'                     | 2DVD     | 通常盤                | LCBA-5538/9   | 1位（DVD） 1位（BD） 1位（総合） | 6.0万枚（DVD） 12.7万枚（BD） 18.7万枚（総合）  | ゴールド |
| 4th | 2025年4月23日 | なにわ男子 LIVE TOUR 2024 '+Alpha'                     | 2BD      | 通常盤                | LCXA-5258/9   | 1位（DVD） 1位（BD） 1位（総合） | 6.0万枚（DVD） 12.7万枚（BD） 18.7万枚（総合）  | ゴールド |

### ミュージック・ビデオ
この項目は、ミュージック・ビデオの定義に含まれる「Music Clip」、「Music Video」、「Short Movie」、「Lyric Video」等を記載。
| タイトル               | タイトル                            | リンク      | 収録作品            | 収録作品    | 備考          |
| ---------------------- | ----------------------------------- | ----------- | ------------------- | ----------- | ------------- |
| 初心LOVE               | Music Video                         |             | 初心LOVE            | 初回限定盤1 |               |
| 初心LOVE               | Official Music Video YouTube ver.   | [ 動画 1 ]  |                     |             | YouTubeで公開 |
| 初心LOVE               | Music Video Dance ver.              | [ 動画 2 ]  |                     |             | YouTubeで公開 |
| NANIWA'n WAY           | Music Video                         |             | 初心LOVE            | 初回限定盤2 |               |
| NANIWA'n WAY           | Official Music Video YouTube ver.   | [ 動画 3 ]  |                     |             | YouTubeで公開 |
| The Answer             | Music Video                         |             | The Answer/サチアレ | 初回限定盤1 |               |
| The Answer             | Official Music Video YouTube ver.   | [ 動画 4 ]  |                     |             | YouTubeで公開 |
| The Answer             | Music Video Dance ver.              | [ 動画 5 ]  |                     |             | YouTubeで公開 |
| サチアレ               | Music Video                         |             | The Answer/サチアレ | 初回限定盤2 |               |
| サチアレ               | Official Music Video YouTube ver.   | [ 動画 6 ]  |                     |             | YouTubeで公開 |
| サチアレ               | Music Video Another ver.            | [ 動画 7 ]  |                     |             | YouTubeで公開 |
| ダイヤモンドスマイル   | Music Video                         |             | 1st Love            | 初回限定盤1 |               |
| ダイヤモンドスマイル   | Official Music Video YouTube ver.   | [ 動画 8 ]  |                     |             | YouTubeで公開 |
| ハッピーサプライズ     | Music Video                         |             | ハッピーサプライズ  | 初回限定盤1 |               |
| ハッピーサプライズ     | Official Music Video YouTube ver.   | [ 動画 9 ]  |                     |             | YouTubeで公開 |
| ハッピーサプライズ     | Music Video Dance ver.              | [ 動画 10 ] |                     |             | YouTubeで公開 |
| #MerryChristmas        | Music Video                         |             | ハッピーサプライズ  | 初回限定盤2 |               |
| #MerryChristmas        | Official Music Video YouTube ver.   | [ 動画 11 ] |                     |             | YouTubeで公開 |
| Special Kiss           | Music Video                         |             | Special Kiss        | 初回限定盤1 |               |
| Special Kiss           | Recording MV                        |             | Special Kiss        | 初回限定盤1 |               |
| Special Kiss           | Official Music Video YouTube ver.   | [ 動画 12 ] |                     |             | YouTubeで公開 |
| Special Kiss           | Music Video Group Shot ver.         | [ 動画 13 ] |                     |             | YouTubeで公開 |
| 青春ラプソディ         | Music Video                         |             | Special Kiss        | 初回限定盤2 |               |
| 青春ラプソディ         | Official Music Video YouTube ver.   | [ 動画 14 ] |                     |             | YouTubeで公開 |
| Poppin' Hoppin' Lovin' | Official Music Video                |             | POPMALL             | 初回限定盤1 |               |
| Poppin' Hoppin' Lovin' | Official Music Video YouTube ver.   | [ 動画 15 ] |                     |             | YouTubeで公開 |
| LAI-LA-LA              | Music Video                         |             | POPMALL             | 初回限定盤2 |               |
| LAI-LA-LA              | Official Music Video YouTube ver.   | [ 動画 16 ] |                     |             | YouTubeで公開 |
| LAI-LA-LA              | Music Video Dance ver. YouTube ver. | [ 動画 17 ] |                     |             | YouTubeで公開 |
| Blue Story             | Recording MV                        |             | POPMALL             | 初回限定盤1 |               |
| Make Up Day            | Music Video                         |             | Make Up Day/Missing | 初回限定盤1 |               |
| Make Up Day            | Music Video Dance ver.              |             | Make Up Day/Missing | 初回限定盤1 |               |
| Make Up Day            | Music Video Group Shot ver.         |             | Make Up Day/Missing | 初回限定盤1 |               |
| Make Up Day            | Official Music Video YouTube ver.   | [ 動画 18 ] |                     |             | YouTubeで公開 |
| Missing                | Music Video                         |             | Make Up Day/Missing | 初回限定盤2 |               |
| Missing                | Music Video Lip Sync ver.           |             | Make Up Day/Missing | 初回限定盤2 |               |
| Missing                | Official Music Video YouTube ver.   | [ 動画 19 ] |                     |             | YouTubeで公開 |
| I Wish                 | Music Video                         |             | I Wish              | 初回限定盤1 |               |
| I Wish                 | Recording Movie                     | [ 動画 20 ] |                     |             | YouTubeで公開 |
| I Wish                 | Official Music Video YouTube ver.   | [ 動画 21 ] |                     |             | YouTubeで公開 |
| Join us !              | Music Video                         |             | I Wish              | 初回限定盤2 |               |
| Join us !              | Official Music Video YouTube ver.   | [ 動画 22 ] |                     |             | YouTubeで公開 |
| NEW CLASSIC            | Music Video                         | [ 動画 23 ] | +Alpha              | 初回限定盤1 | YouTubeで公開 |
| Alpha                  | Music Video                         | [ 動画 24 ] | +Alpha              | 初回限定盤1 | YouTubeで公開 |
| Alpha                  | Music Video（Dance ver.）           |             | +Alpha              | 初回限定盤1 |               |
| コイスルヒカリ         | Music Video                         | [ 動画 25 ] | コイスルヒカリ      | 初回限定盤1 | YouTubeで公開 |
| コイスルヒカリ         | Music Video（Dance ver.）           |             | コイスルヒカリ      | 初回限定盤1 |               |
| Doki it                | Music Video                         | [ 動画 26 ] | Doki it             | 初回限定盤1 | YouTubeで公開 |
| Don't Worry!!          | Music Video                         | [ 動画 27 ] | Doki it             | 初回限定盤2 | YouTubeで公開 |
| ギラギラサマー         | Music Video                         | [ 動画 28 ] | BON BON VOYAGE      | 初回限定盤1 | YouTubeで公開 |

## タイアップ
| 楽曲                       | タイアップ |
| -------------------------- | --- |
| 僕空〜足跡のない未来〜     | - GO!GO!EXPO テーマソング |
| アオハル〜With U With Me〜 | - テレビ東京系ドラマ『メンズ校』主題歌                                                                                                 |
| 夜這星                     | - MBSドラマ『夢中さ、きみに。』主題歌                                                                                                  |
| 夢わたし                   | - 2021 ABC夏の高校野球応援ソング - 朝日放送・テレビ朝日系『熱闘甲子園』テーマソング                                                    |
| 初心LOVE                   | - GU キャンペーンCMソング - ソフトバンク「5G LAB」CMソング - テレビ朝日系ドラマ『消えた初恋』主題歌 - ローソンキャンペーンテーマソング |
| The Answer                 | - 日本テレビ系ドラマ『金田一少年の事件簿』主題歌                                                                                       |
| サチアレ                   | - フジテレビ系『めざましテレビ』テーマソング                                                                                           |
| シンシア                   | - ABCテレビ・テレビ朝日ドラマ『彼女、お借りします』主題歌                                                                              |
| Timeless Love              | - 日本テレビ系ドラマ『消しゴムをくれた女子を好きになった。』主題歌                                                                     |
| ハッピーサプライズ         | - サンスター「オーラツー」キャンペーンソング                                                                                           |
| #MerryChristmas            | - ローソン「クリスマスキャンペーン」テーマソング                                                                                       |
| Special Kiss               | - 映画『なのに、千輝くんが甘すぎる。』主題歌 - ソフトバンク「なにわ男子HOUSE」CMソング                                                 |
| 青春ラプソディ             | - ベネッセコーポレーション「進研ゼミ」CMソング                                                                                         |
| Blue Story                 | - シーブリーズ「とある青春」CMソング                                                                                                   |
| Make Up Day                | - 日本テレビ系ドラマ『紅さすライフ』主題歌                                                                                             |
| Missing                    | - テレビ朝日系ドラマ『ノッキンオン・ロックドドア』主題歌                                                                               |
| I Wish                     | - TBS系ドラマ『マイ・セカンド・アオハル』主題歌                                                                                        |
| NEW CLASSIC                | - AOKI「フレッシャーズフェア」CMソング                                                                                                 |
| コイスルヒカリ             | - 映画『恋を知らない僕たちは』主題歌                                                                                                   |
| Don't Worry!!              | - ソフトバンク「トビデル」CMソング |
| ありがとう心から           | - アニメ映画『劇場版 忍たま乱太郎 ドクタケ忍者隊最強の軍師』主題歌                                                                     |
| Doki it                    | - AOKI「メンズフレッシャーズ」CMソング                                                                                                 |
| ギラギラサマー             | - 「ラウンドワン」CMソング |
| アシンメトリー             | - テレビ朝日系ドラマ『リベンジ・スパイ』主題歌                                                                                         |
| Black Nightmare            | - 関西テレビドラマ『ロンダリング』主題歌                                                                                               |

## 出演

### テレビ番組
- なにわ男子のNANIWA-NANDEMO（2019年3月28日、関西テレビ）[97]
- キャスト（2019年4月3日 - 2022年3月23日[98]、朝日放送） - 水曜コーナー「なにわの仕事を学びま SHOW!」[99]→「なにわ男子の家事男子宣言」担当[100]→「バズズバッ!なにわリサーチ」（2021年1月6日[101] - ）担当[102]
- なにわからAぇ! 風吹かせます!〜なにわイケメン学園×Aぇ! 男塾〜（2019年11月4日 - 2021年3月29日、関西テレビ）[103][注 3]
  - なにわからAぇ! 未来&新番組始めます宣言（2019年10月28日）[105]
  - なにわからAぇ! 風吹かせます!（2024年11月29日予定、関西テレビ）[106]
- なにわ DE オカン大感謝祭（2020年3月12日[107]・12月18日[108]、NHK大阪）
  - なにわ DE オカン オトン大感謝祭（2022年3月18日[109]・12月26日[110]、NHK大阪）
- めざましテレビ（フジテレビ） 
  - 金曜コーナー[111]
    - 「なにわ動画」（2020年10月2日 - ）
    - 「なにわ男子のなんでやねん!」（2020年10月2日 - 2023年3月31日）[112]
    - 「なにわ男子のどっち派!?」（2023年4月7日 - ）[113]

  - マンスリーエンタメプレゼンター（2022年4月8日 - 5月27日）[114]
  - 「サチアレプロジェクト」（2022年8月3日 - 2023年3月24日）[115][116]
- なにわ男子と一流姉さん（2020年10月31日 - 12月19日、テレビ朝日）[117]
- まだアプデしてないの?（2021年4月17日 - 2023年6月26日、テレビ朝日）[118][119]
  - まだアプデしてないの？presents『逆転男子』（2023年7月1日 - 9月30日）[120]
  - なにわ男子の逆転男子（2023年10月7日 - ）
- 24時間テレビ 「愛は地球を救う」
  - 24時間テレビ 愛は地球を救う42（2019年8月24日・25日、読売テレビ） - 関西サポーター[121]
  - 24時間テレビ 愛は地球を救う46（2023年8月26日・27日、日本テレビ） - メインパーソナリティー[122]

### NHK紅白歌合戦出場歴
| 年度   | 放送回 | 回 | 曲目                 | 備考 |
| ------ | ------ | -- | -------------------- | ---- |
| 2022年 | 第73回 | 初 | 初心LOVE（うぶらぶ） |      |

他に、第70回（2019年）の関ジャニ∞のステージにゲスト出演。

### ネット配信
- ジャニーズJr.チャンネル（2021年1月5日 - 10月18日[125]、YouTube） - 火曜日担当[注 4][126]
- なにわ男子 デビューまで1100日のキセキ natural（2021年11月5日 - 、Amazon Prime Video）[127]

### 舞台
- 少年たち 青春の光に…（2019年8月2日 - 30日、大阪松竹座） - 主演[128]

### 映画
- 映画 少年たち（2019年3月29日公開、松竹）[129]

### テレビドラマ
- 年下彼氏（2020年4月12日 - 6月14日 、朝日放送） - Aぇ! group・Lil かんさいのメンバーと共に週替わりで出演[130]
- メンズ校（2020年10月7日[注 5] - 12月23日、テレビ東京） - 主演[133]

### ラジオ
- らじらー!サタデー（2019年4月6日 - 2021年10月30日、NHKラジオ第1） - 浜中文一と共に21時台MC[134]
- オールナイトニッポンシリーズ（ニッポン放送）
  - なにわ男子のオールナイトニッポン（2021年7月29日）[135]
  - なにわ男子のオールナイトニッポンPremium（2020年12月14日、2021年10月2日 - 2022年3月26日）[136][137]
- なにわ男子の初心ラジ!（2022年4月2日 - 、ニッポン放送）[138]

### サポーター
- 24時間テレビ42 愛は地球を救う（2019年8月24日 - 25日、日本テレビ） - 関西ローカル枠スペシャルサポーター[139]
- カミオト－上方音祭－（2021年5月1日、読売テレビ） - 特番SPサポーター[140]
- 第103回全国高等学校野球選手権大会（2021年） - 高校野球応援し隊[75]

### 広告
- Redhorse OSAKA WHEELアンバサダー（2019年）[141]
- 「GO!GO!EXPO」スペシャルアンバサダー（2019年）[142]
- ファミクラストアアンバサダー（2025年4月1日 - 2026年3月31日予定）[143]

### CM
- ユニバーサル・スタジオ・ジャパン「ユニバーサル・クリスタル・クリスマス」（2019年）[144]
- 森永製菓「ハイチュウ」（2020年3月 - ）[145]
- ジャニーズアイランド&ワンダープラネット「DecoLu（デコル）」（2020年3月 - ） - WEB広告[146][147]
- ソフトバンク
  - 「5G LAB」
    - 「FR SQUARE」なにわ男子オリジナルコンテンツ（2020年11月 - ）[104]
    - 「なにわ男子、超接近。」プロジェクト（2021年11月 - ）[148]

  - 「なにわ男子 meets SoftBank」（2022年3月12日 - ）[149]
  - 「トビデル」（2024年9月5日 - ）[150]
- ローソン
  - 「なにわ男子 デビューキャンペーン」（2021年10月 - ）[151]
  - 「ローソン×なにわ男子キャンペーン」（2022年2月 - ）[152]
  - 「なにわ男子×ウチカフェ ウチカフェで、ハピろー！」（2022年9月 - ）[153]
  - 「なにわ男子とハピろー！クリスマスキャンペーン」（2022年11月 - ）[81]
- GU 「なにわ男子×GU コラボレーションコレクション」（2021年11月 - ）[154]
- サンスター「Ora2 me」（2022年11月 - ）[80]
- ベネッセコーポレーション「進研ゼミ 小学講座・中学講座」（2023年1月 - ）[155]
- AOKI「フレッシャーズキャンペーン2024」（2024年1月 - ）[156]
- ROUND1（2025年4月 - ）[157]

### その他
- 期間限定ポップアップショップ『なにわのにわ』（2021年7月28日 - 11月30日、東京・渋谷[158]/ 11月1日 - 30日、大阪・心斎橋[159]）
- 浪花男子POP UP STORE「なにわのにわ（NANIWA no NIWA）」（2024年11月23日 - 12月8日予定、台北・華山1914文創園区）[160][161]

### コンサート
- Fall in LOVE〜秋に関ジュに恋しちゃいなよ〜（2018年10月24日 - 11月4日、梅田芸術劇場メインホール）[16]
- 関西ジャニーズJr.『X'mas Party!! 2018』（2018年11月30日 - 12月25日、大阪松竹座）[162]
- 関西ジャニーズJr. LIVE 2019 Happy 2 year!!〜今年も関ジュとChu Year!!〜（2019年1月3日・4日、大阪城ホール）[163]
- 関西ジャニーズJr.『SPRING SPECIAL SHOW 2019』（2019年3月5日 - 31日、大阪松竹座）[164][165]
- ジャニーズ IsLAND Festival（2019年5月25日・26日、さいたまスーパーアリーナ）[166][167]
- ジャニーズJr.8・8祭〜東京ドームから始まる〜（2019年8月8日、東京ドーム）[168]
- 関ジュ 夢の関西アイランド 2020 in 京セラドーム大阪 〜遊びにおいでや！満足 100%〜（2020年1月11日 - 13日、京セラドーム大阪）[169][170]
- Johnny's World Happy LIVE with YOU（2020年3月29日、横浜アリーナ） - 配信ライブ[171]
- Johnny’s DREAM IsLAND 2020→2025 〜大好きなこの街から〜（2020年7月28日〔合同公演〕、万博記念公園 太陽の広場[172]、8月18日･19日〔単独公演〕、大阪松竹座） - 配信コンサート[173][174]
- 関西ジャニーズJr. あけおめコンサート2021〜関ジュがギューっと大集合〜（2021年1月3日 - 5日、大阪城ホール） - 配信コンサート[175]
- Johnny's Festival 〜Thank you 2021 Hello 2022〜（2021年12月30日、東京ドーム）[176]
- ジャニーズカウントダウン2021→2022（2021年12月31日、東京ドーム）[177]
- ジャニーズカウントダウン2022-2023（2022年12月31日、東京ドーム）[178]
- WE ARE! Let's get the party STARTO!!（2024年4月10日、東京ドーム / 5月29日・30日、京セラドーム大阪）[179][180]

## 書籍

### 連載
- KADOKAWA『関西ウォーカー』
  - 「関西ジャニーズJr.の新グループ 2019 初めまして ぼくらなにわ男子」（2019年1月5日号 - ）[224]
  - 「なにわ男子のなにわAtoZ」[167]（2019年6月4日号 - ）[225]
  - なにわ男子の「なにわデート研究所」[226]
- 集英社
  - 『Seventeen』「なにわ〇〇男子！」（2020年4月号 - ）[227]
  - 『Myojo』「ちゅきちゅきNDメモリアル」[228]
  - 『MEN'S NON-NO』「なにわメンズ。」（2022年12月号 - ）[229]
  - 『りぼん』「なにわ男子と推しバナシ。」（2023年1月号 - ）[230]
- ワン・パブリッシング
  - 『TV LIFE』
    - 「なにわ男子×Aぇ! group スターになれるかは…俺ら次第やー!!」（2020年3号 - ） - Aぇ! groupとの合同連載[231]
    - 「なにわ男子 進化中」[228]

  - 『POTATO』「なにわのじかん。」[228]
- ホーム社『Duet』「NANIMAGA」[228]
- ワニブックス『WiNK UP』「なにわ男子のレンサイ男子。」[228]
- メディアボーイ『TV fan』「めちゃかん」[228]
- 『デイリースポーツ』月イチ企画「関西ジャニーズ 未来万博」- 関ジャニ∞、ジャニーズWEST、関西ジャニーズJr.との合同連載[228]